# Raoul Auernheimer
Pour les articles homonymes, voir Auernheimer.
Raoul Auernheimer, né le 15 avril 1876 à Vienne et mort le 6 janvier 1948 à Oakland, est un juriste, journaliste et auteur de feuilletons autrichien.

## Biographie
Après ses études de droit, ce fils de Johann Wilhelm Auernheimer, commerçant allemand, et de son épouse Charlotte (Jenny) Büchler, d'origine hongroise-juive, st admis comme jeune avocat au barreau de Vienne. À 30 ans, il se marie avec Irene Leopoldine Guttmann à Budapest. Comme il est le neveu de Theodor Herzl, récemment décédé, il se voit proposer un poste de rédacteur au Neue Freie Presse. Occupant ce poste jusqu'en 1933, il devient aussi un chroniqueur et critique respecté. Par ailleurs, il écrit des pièces, principalement des comédies, et des nouvelles, qui n'ont pas de succès. La scène viennoise s'articule autour de Hugo von Hofmannsthal, Stefan Zweig, Jakob Wassermann, Arthur Schnitzler. Ce dernier trouve son style très travaillé mais fragile. En 1923, Auernheimer est élu président du PEN club autrichien.

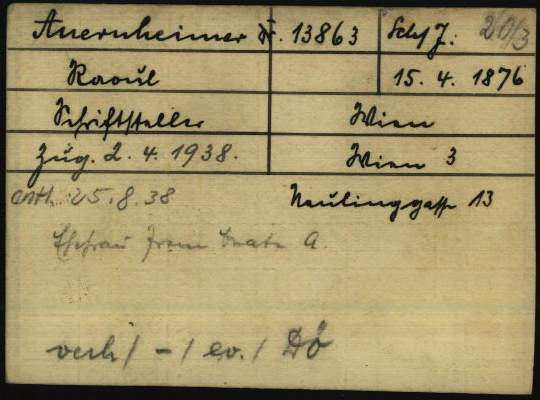
Carte d'enregistrement de Raoul Auernheimer en tant que prisonnier dans le camp de concentration nazi de Dachau

Avec l'Anschluss, Auernheimer, qui est juif, est arrêté en mars 1938 et déporté dans le Prominententransport vers le camp de concentration de Dachau. Peu de temps après, le consul général des États-Unis, Raymund Geist, intervient, à la suite d'une pétition de l'écrivain Emil Ludwig contre la déportation d'Auernheimer. Libéré au bout de quatre mois fin 1938, il peut émigrer début 1939 avec sa famille de Venise à New York.

## Œuvre
- Talent, comédie, 1900.
- Rosen, die wir nicht erreichen, nouvelle, 1901.
- Renée. Sieben Capitel eines Frauenlebens, 1902.
- Lebemänner, nouvelle, 1903.
- Die Verliebten, nouvelle, 1904.
- Die große Leidenschaft, comédie, 1904.
- Die Dame mit der Maske, dialogue, 1905.
- Die ängstliche Dodo, nouvelle, 1907.
- Die man nicht heiratet, nouvelle, 1908.
- Die glücklichste Zeit, comédie, 1909.
- Der gußeiserne Herrgott, nouvelle, 1911.
- Das Paar nach der Mode, comédie, 1913.
- Laurenz Hallers Praterfahrt, récit, 1913.
- Die verbündeten Mächte, comédie, 1915.
- Herzen in Schwebe. nouvelle, 1916.
- Das wahre Gesicht, nouvelle, 1916.
- Der Geheimniskrämer, récit, 1918.
- Das ältere Wien, essai, 1919.
- Maskenball. Novelle im Kostüm", 1920.
- Das Kapital, roman, 1923.
- Casanova in Wien, comédie, 1924.
- Josef-Kainz-Gedenkbuch, 1924.
- Die linke und die rechte Hand, roman, 1927.
- Die Wienerin im Spiegel der Jahrhunderte, 1927.
- Die Feuerglocke, comédie, 1929.
- Evarist und Leander, récit, 1931.
- Geist und Gemeinschaft, discours, 1932.
- Der gefährliche Augenblick. Abenteuer und Verwandlungen, récits, 1932.
- Gottlieb Weniger dient der Gerechtigkeit, roman, 1934.
- Wien. Bild und Schicksal, 1938.
- Metternich. Staatsmann und Kavalier, 1947.
- Franz Grillparzer. Der Dichter Österreichs, 1948.
- Das Wirtshaus zur verlorenen Zeit, autobiographie, 1948.
- Wiener Klatsch: sechs Einakter, 1974.
- Aus unserer verlorenen Zeit. Autobiographische Notizen 1890-1938 (préface de Patricia Ann Andres), 2004.

Édition en français
- Le Marchand de secrets, trad. de Der Geheimniskrämer par Marcel Dunan, Plon, 1924.
- Quand le duc d'Orléans vint à Vienne, trad. par Suzanne Clauser, L'Illustration, 1934.